# Dransfelder Stadtwald
Der Dransfelder Stadtwald ist ein Mittelgebirgszug im südniedersächsischen Landkreis Göttingen. Obwohl sein Name vermuten lässt, dass es sich um einen innerstädtischen Wald handele, stellt er einen kleinen, bewaldeten und bis 492,5 m ü. NHN hohen Gebirgsstock bei Dransfeld dar.

## Geographie

### Lage
Der Dransfelder Stadtwald liegt etwa auf halber Luftlinie zwischen Göttingen im Nordosten und Hann. Münden im Südwesten, östlich des Bramwaldes und direkt südlich von Dransfeld. Im Höhenzug, der sich im Nordteil des Naturparks Münden befindet, entspringt die Auschnippe. Den Osten entwässert der Häger Graben, der in die den Süden entwässernde Dramme mündet. Etwas südwestlich vorbei fließt die Schede und nordwestlich die Nieme.

### Naturräumliche Zuordnung
Der Dransfelder Stadtwald gehört in der naturräumlichen Haupteinheitengruppe Weser-Leine-Bergland (Nr. 37), in der Haupteinheit Sollingvorland (371) und in der Untereinheit Südliches Sollingvorland (371.1) zum Naturraum Dransfelder Hochflächen (371.15). Nach Westen fällt die Landschaft in den Naturraum Schedener Rötsenke (371.11) ab.

### Berge
Berge und Erhebungen im Dransfelder Stadtwald sind – sortiert nach Höhe in Meter (m) über Normalhöhennull (NHN; wenn nicht anders genannt laut ):
- Hoher Hagen (etwa 492,5 m)[1] – mit Gaußturm
- Brunsberg (480,2 m)
- Hengelsberg (463 m) – mit Quelle der Auschnippe und nahem Denkmal "Giesekestein"
- Dransberg (421,7 m)
- Schotsberg (418,6 m)
- Lohberg (311,6 m)

## Schutzgebiete
Auf dem Dransfelder Stadtwald liegen Teile der Landschaftsschutzgebiete Weserbergland-Kaufunger Wald (CDDA-Nr. 325317; 1989; 285,018 km²) und Buchenwälder und Kalkmagerrasen zwischen Dransfeld und Hedemünden (CDDA-Nr. 555547221; 2011; 16 km²) und solche des Fauna-Flora-Habitat-Gebiets Buchenwälder und Kalkmagerrasen zwischen Dransfeld und Hedemünden (FFH-Nr. 4524-302; 14,96 km²).

## Verkehr und Wandern
Durch die westlichen bis nordwestlichen Ausläufer des Dransfelder Stadtwaldes führt ein Abschnitt der Bundesstraße 3, von der in Dransfeld die auf den Hoher Hagen verlaufende Hohe-Hagen-Straße abzweigt. Über den Höhenzug verlaufen der Europäische Fernwanderweg E6 und der Studentenpfad.